# Ulička barbarů
Ulička barbarů (v originále Rue barbare) je francouzský hraný film z roku 1984, který režíroval Gilles Béhat. Snímek měl světovou premiéru dne 4. ledna 1984.

## Děj
Na předměstí ovládá gang ulice a noční život a organizuje vydírání obchodníků a také obchod s drogami. Jeho vůdce Mathias Hagen uplácí místní policii. Daniel Chetman je bývalým členem gangu, ale už 10 let pracuje jako dělník. Stále žije ve stejné čtvrti se svou ženou, otcem, který přišel o rozum, bratrem Paulem, který je na drogách, jehož manželka je prostitutka. Daniel čeká, až bude moci opustit čtvrť a usadit se jinde se svou ženou. Nicméně přesto se nechtěně zaplete se členy gangu a jednoho z nich zabije.

## Obsazení
| Bernard Giraudeau        | Daniel Chetman                    |
| Christine Boisson        | Emma la Rouge                     |
| Bernard-Pierre Donnadieu | Mathias Hagen                     |
| Michel Auclair           | Georges Chetman, Danielův otec    |
| Jean-Pierre Kalfon       | Paul Chetman                      |
| Corinne Dacla            | Édith Chetman, Danielova manželka |
| Nathalie Courval         | Carla Chetman, Paulova manželka   |
| Jean-Pierre Sentier      | Yougo                             |
| Pierre Frag              | Benvenuto Temporini               |
| Myriam Salvodi           | prostitutka Tillie                |
| Hakim Ghanem             | Lobo                              |
| Christian Rauth          | Hagenův pomocník                  |
| Jean-Claude Dreyfus      | Hagenův pomocník                  |

## Ocenění
- César: nominace v kategoriích nejlepší herec ve vedlejší roli (Bernard-Pierre Donnadieu) a nejlepší filmová hudba (Bernard Lavilliers)